# Stripped (Christina Aguilera)
Stripped is het tweede Engelstalige studioalbum (het vijfde in totaal) van de Amerikaanse popzangeres Christina Aguilera uit 2002. Het haalde de top 5 in de albumhitlijsten in onder andere de Verenigde Staten, het Verenigd Koninkrijk en Nederland. Hoewel het album niet op de eerste plaats stond in het Verenigd Koninkrijk, staat het nummer op de drieënzeventigste plaats in de lijst van best verkochte albums, met een aantal van 1.850.852 exemplaren. Het album is niet in een bepaald thema gezongen, maar kent wel nummers in een duidelijk thema, zoals Dirrty, dat wereldwijd en vooral in Amerika verbazing opwekte door de videoclip (het nummer gaat over seksuele vrijheid) en de daarbij behorende kleding. Het album werd gepromoot door de Justified and Stripped Tour en de Stripped World Tour.
Dirrty kreeg een Grammy Award-nominatie voor Best Pop Collaboration with Vocals in 2003. Het nummer Can't Hold Us Down was daarvoor ook genomineerd, en Beautiful kreeg een Latin Grammy Award (voor Aguilera was dit haar derde). Beautiful werd ook genomineerd voor 'nummer van het jaar'; daarvoor werd alleen Linda Perry genomineerd omdat zij dit nummer heeft geschreven. De GLAAD (Gay and Lesbian Alliance Against Defamation) presenteerde een speciale prijs voor dit nummer in februari 2003 voor het positieve beeld van homoseksuelen en transgender mensen. Bij de inontvangstneming van deze prijs vertelde Aguilera dat "het nummer Beautiful gaat over het ongeaccepteerd zijn of voelen omdat je jezelf bent. Ondanks alle moeilijkheden zijn we allemaal 'beautiful' door onze verschillen of onzekerheden. Mijn muziekclip laat de realiteit zien dat homoseksuelen of transgendermensen ook 'beautiful' zijn, ook al bestaan de vooroordelen en de discriminatie tegen deze mensen nog steeds".
Het nummer Make Over werd controversieel doordat dit nummer erg leek op Overload, een single uit 2000 van de Sugababes. Bij de originele release stonden alleen Aguilera en Linda Perry als de schrijvers van het nummer op de cd. Enige tijd later werden ook de schrijvers Jonathan Lipsey, Felix Howard, Cameron McVey en Paul Simm (tekstschrijvers voor de Sugababes) bijgeschreven. De link tussen de twee nummers is nooit toegegeven maar toch werd Make Over verwijderd van de tracklist van de dvd "Stripped Live in the UK.
Christina Aguilera nam voor dit album ook het nummer I'm OK op. Dit is een emotioneel zwaar lied voor haar, omdat dit nummer gaat over haar roerige jeugd, waaraan ze pijnlijke herinneringen heeft. Zo zingt ze: "Bruises fade, father, but the pain remains the same/I still remember how you kept me so afraid" (Blauwe plekken vervagen, vader, maar de pijn blijft hetzelfde/Ik kan me nog steeds herinneren hoe je me in angst liet).
Gedurende de release van de opvolger Back to Basics werd ook Stripped weer populair. Inmiddels zijn er al meer dan tien miljoen exemplaren over de toonbank gegaan.

## "Dirrty" en seks
Christina Aguilera begon zich een nieuw imago aan te meten. Dit bleek al toen bekend werd dat Lady Marmalade, een nummer van Labelle uit 1975 opnieuw werd gecoverd. De video laat Aguilera, Lil' Kim, Mýa en Pink zien in lingerie. Eind augustus 2002 lekte Dirrty, de eerste single van het album, uit op internet en bij radiostations. Het nummer is door hiphop beïnvloed en gebaseerd op het nummer Let's Get Dirty uit 2001 van rapper Redman met DJ Kool. Ook op Dirrty was Redman te horen.
In de eerste maanden van de promotie van Stripped deed Aguilera fotosessies voor de tijdschriften Maxim, Rolling Stone en CosmoGirl!. Op vele foto's staat Aguilera (half)naakt; ook dit hoorde bij haar nieuwe imago. Ze ontkende dat dit een publiciteitsstunt was en ze vertelde dat dit dichter bij haar persoonlijkheid stond dan haar imago uit 1999. Zo vertelde ze aan het Duitse blad "Netzeitung": "Ik hou van seks, het is leuk ... ik hou ervan om ermee te experimenteren. Ik wil het zo vaak mogelijk proberen. Het zou verkeerd zijn om dit deel van mijn persoonlijkheid te verbergen. Ik hou ervan om sexy maar sterk tegelijk te zijn".

## Chartsucces
Ironisch gezien beïnvloedde het nieuwe imago wel de verkoop van het album aan het begin, wat bij Madonna nooit het geval is geweest. Het album kwam binnen op nummer twee in de verkooplijst in de VS met 330.000 verkochte exemplaren, maar de verkoopcijfers werden daarna minder. Na het uitbrengen van de single Beautiful werd het album toch een bestseller en stegen de verkopen aanzienlijk. In Amerika is het album 4 keer platina geworden met 4 miljoen verkochte exemplaren.
Het album bewees zichzelf ook in het Verenigd Koninkrijk: het stond daar bijna twee jaar, tussen eind 2002 en het midden van 2004, in de top 20 van de albumlijst.
In december 2004 is Stripped door de IFPI als drie keer platina bestempeld voor drie miljoen verkochte exemplaren in Europa, waarvan ruim 1,8 miljoen in alleen al het Verenigd Koninkrijk, waar het album zes keer platina werd. In Duitsland haalde het de zesde plaats, en bleef maar liefst zevenenzeventig weken in de hitlijsten staan, en in Frankrijk werd het 3 drie keer platina met een verblijf van zesenvijftig weken in de Album Top 100. In Nederland stond het album zesenzestig weken in de Album Top 100 en haalde de derde plaats. Stripped kreeg in Nederland daardoor de status platina, met 70.000 verkochte exemplaren. Ook in Australië (4x platina) en Canada (2x platina) deed het album het erg goed. Stripped is wereldwijd meer dan tien miljoen keer over de toonbank gegaan en daarmee een absoluut succes.

## Singles
De vijf singles van het album Stripped zijn (in volgorde):
- "Dirrty", een door hiphop beïnvloed nummer, dat gaat over niet bang zijn om iemands standaarden te vormen. Het werd nummer één in het Verenigd Koninkrijk en Ierland, en was een top tien-hit in onder andere Nederland, België, Spanje en Australië. In Amerika echter haalde het nummer slechts de achtenveertigste plaats in de Billboard Hot 100 en was het geen succes.
- "Beautiful", een ballad die gaat over het niet bekritiseren van iemand anders. Het nummer, geschreven door Linda Perry, is door Simon Cowell genoemd als "een van de beste popnummers ooit gemaakt"[4] De clip verwierf grote bekendheid en behandelde onderwerpen als anorexia, homoseksualiteit en travestie. Het nummer werd nummer één in het Verenigd Koninkrijk, Canada, Ierland en Australië, in Nederland haalde het de tweede plaats in de Top 40. In Amerika werd het deze keer ook een succes met een tweede plaats. Beautiful kreeg een Grammy in 2004 voor "Beste Vrouwelijke Vocale Prestatie". De "Gay and Lesbian Alliance Against Defamation" (GLAAD) presenteerde Aguilera een speciale prijs in februari 2003 voor het scheppen van positieve beelden over homoseksuele en transgender mensen in de video.
- "Fighter", een door rock beïnvloed nummer dat Christina schreef over haar knipperlichtrelatie met haar voormalige manager Steve Kurtz, maar ook voor anderen die haar slecht hadden benaderd in het verleden. Ze bedankt deze mensen omdat ze haar tot een sterker persoon hebben gemaakt. In de video is Christina te zien als een langzaam vernieuwd persoon, als worm die verandert in een mot. Het is een goed voorbeeld van haar veranderlijkheid in zowel haar muziekstijl als in haar persoon. Het haalde nummer 20 in de Billboard Hot 100, en werd in landen zoals Australië en het Verenigd Koninkrijk een top 10-hit. Ook in Nederland scoorde de single goed: een vijfde plaats in de Top 40. De muziekclip werd geregisseerd door Floria Sigismondi, die bekend is geworden door haar werk met Marilyn Manson. De gitaar die in het nummer te horen is, is gemaakt door Dave Navarro. "Fighter" is bekend om de rauwheid van het nummer en het stembereik van Christina. Het nummer werd populair omdat veel mensen meevoelden en zich konden relateren aan Christina doordat ze soms slecht is behandeld in het verleden.
- "Can't Hold Us Down", een samenwerking met rapster Lil' Kim, waarin de dubbele moraal over mannen en vrouwen wordt verteld, met behulp van Lil' Kims rapverzen en Christina's soulvolle stem . De video sluit hierbij aan, en speelt zich af in Lower East Side, een buurt in het New Yorkse stadsdeel Manhattan. Het duo draagt hiphopkleren met sterke invloeden uit de jaren 80, en neemt het met hulp van vrienden op tegen een groep van mannen. Christina verscheen met een nieuw zwart kapsel in deze video. Het was wederom een succes: zowel in Amerika (twaalfde plaats) als in landen zoals het Verenigd Koninkrijk (zesde plaats) en Nederland (tiende plaats).
- "The Voice Within", een ballad, die gaat over het luisteren naar je eigen stem als alles lijkt te mislukken. De video is een zwart-witopname, waarin Aguilera een wit jurkje draagt en uit een verlaten theater loopt. De video is in één keer geschoten; het resultaat werd relatief kritisch ontvangen. The Voice Within werd desondanks een aardige hit met een top 10-notering in onder andere Zwitserland, Hongarije, Nederland en het Verenigd Koninkrijk.

Hoewel het niet is uitgebracht als single, werd het nummer Soar populair, zelfs in 2006, toen dit nummer op de soundtracks van de films The Pursuit of Happyness en The Guardian kwam.
Het nummer Infatuation werd eind 2003 exclusief in Spanje uitgebracht om het concert in Barcelona te promoten op 22 oktober datzelfde jaar. Het nummer werd geen succes doordat het te weinig werd gepromoot (het nummer bleef steken op de eenentwintigste plaats in de Spaanse hitlijsten).

## Tracklist
1. "Stripped Intro" – 1:39
2. "Can't Hold Us Down" (met Lil' Kim) (Christina Aguilera, Scott Storch, Matt Morris) – 4:15
3. "Walk Away" (Christina Aguilera, Scott Storch, Matt Morris) – 5:47
4. "Fighter" (Christina Aguilera, Scott Storch) – 4:05
5. "Primer Amor Interlude" – 0:53
6. "Infatuation" (Christina Aguilera, Scott Storch, Matt Morris) – 4:17
7. "Loves Embrace Interlude" – 0:47
8. "Loving Me 4 Me" (Christina Aguilera, Scott Storch, Matt Morris) – 4:36
9. "Impossible" (Alicia Keys) – 4:14
10. "Underappreciated" (Christina Aguilera, Scott Storch, Matt Morris) – 4:00
11. "Beautiful" (Linda Perry) – 3:58
12. "Make Over" (Christina Aguilera, Linda Perry) – 4:12
13. "Cruz" (Christina Aguilera, Linda Perry) – 3:49
14. "Soar" (Christina Aguilera, Rob Hoffman, Heather Holley) – 4:45
15. "Get Mine, Get Yours" (Christina Aguilera, Steve Morales, Balewa Muhammad, David Siegel) – 3:44
16. "Dirrty" (met Redman) (Christina Aguilera, Dana Stinson, Balewa Muhammad, Reggie Noble, Jasper Cameron) – 4:58
17. "Stripped Pt. 2" – 0:45
18. "The Voice Within" (Christina Aguilera, Glen Ballard) – 5:04
19. "I'm OK" (Christina Aguilera, Linda Perry) – 5:18
20. "Keep on Singin' My Song" (Christina Aguilera, Scott Storch) – 6:29

## Mexicaanse editie
De Mexicaanse editie van Stripped heeft niet het nummer Get Mine, Get Yours, maar in plaats daarvan de Spaanstalige versie ervan, genaamd Dame Lo Que Yo Te Doy (Geef me wat ik jou geef). Het is ook verschenen op de B-kant van de single Beautiful.

## Charts
| Chart (2002/2003/2004)                   | Piekpositie | Certificatie | Verkopen   |
| ---------------------------------------- | ----------- | ------------ | ---------- |
| V.S.. Billboard 200                      | 2           | 4x platina   | 4,000,000+ |
| V.S. Billboard Top Internet Albums       | 12          |              |            |
| Australië ARIA Top 100 Albums            | 7           | 4x platina   | 280,000+   |
| Australië ARIA Top 40 Urban Albums       | 1           |              |            |
| Oostenrijk Top 75 Albums                 | 10          | Platina      | 30.000     |
| Canada Top 50 Albums                     | 3           | 2x Platina   | 200,000    |
| Denemarken Top 40 Albums                 | 5           | Platina      | 40.000     |
| Frankrijk Top 150 Albums                 | 49          |              |            |
| Duitsland Top 100 Albums                 | 6           | Platina      | 200.000    |
| Griekenland Top 50 Internationale Albums | 10          |              |            |
| Hongarije Top 50 Albums                  | 39          | Platina      | 15.000     |
| Italië Top 50 Albums                     | 16          |              |            |
| Nederland Album Top 100                  | 3           | Platina      | 70,000     |
| Noorwegen Top 50 Albums                  | ??          | Platina      | 40.000     |
| Nieuw-Zeeland Top 50 Albums              | 5           | 2x Platina   | 30.000     |
| Zweden Top 60 Albums                     | 13          |              |            |
| Zwitserland Top 100 Albums               | 9           | Platina      | 30.000     |
| VK Top 75 Albums                         | 2           | 6x platina   | 1,851,000  |

## Prijzen

### 2003
| Prijsceremonie                                       | Prijs                                                                       |
| ---------------------------------------------------- | --------------------------------------------------------------------------- |
| Blender Magazine                                     | Vrouw van het Jaar                                                          |
| Channel [V] Taiwan Muziekvideo Awards                | Populaire Vrouwelijke Video - Beautiful                                     |
| Crust-Busting Your Way To An Awesome Life Radio Show | "Crust-Busting" Artiest van de Maand (oktober)                              |
| GLAAD Media Awards                                   | Speciale Erkenningsaward                                                    |
| HX Awards                                            | Dance-nummer van het jaar - Beautiful (Peter Rauhofer Mix) (Peter Rauhofer) |
| Latina Magazine                                      | Vrouw van het Jaar (nr. 3)                                                  |
| MOBO Awards                                          | Beste Muziekclip - Dirrty                                                   |
| MTV Europe Music Awards                              | Beste Vrouw                                                                 |
| MTV TRL Awards                                       | TRL Evolutie Award                                                          |
| MVPA Awards                                          | Beste Styling - Dirrty (Trish Summerville)                                  |
| MVPA Awards                                          | Beste Make-Up - Dirrty (Troy Jensen & Sharon Gault)                         |
| Q Awards                                             | Beste Single - Dirrty                                                       |
| Smash Hits Poll Winners Awards                       | Beste Solo-artieste                                                         |
| Sugar Magazine                                       | Inspirerende Vrouwen Top 100 (nr. 1)                                        |
| Teen Choice Awards                                   | Choice' Zomertour - Justified and Stripped                                  |
| Teen People Readers' Choice Awards                   | Beste Tour - Justified And Stripped                                         |
| Teen People Readers' Choice Awards                   | Beste nummer voor 'Booty-Shakin' - Dirrty                                   |
| Teen People Readers' Choice Awards                   | Meest krachtige nummer - Can't Hold Us Down                                 |
| Teen People Readers' Choice Awards                   | Beste Foto 180°                                                             |
| TMF Awards - België                                  | Beste Album Internationaal - Stripped                                       |
| TMF Awards - België                                  | Beste Vrouwelijke Artiest Internationaal                                    |
| TMF Awards - België                                  | Beste Muziekclip Internationaal - Fighter                                   |
| TMF Awards - Nederland                               | Beste Vrouwelijke Artiest Internationaal                                    |
| Top Of The Pops Awards                               | Zangeres van het Jaar                                                       |

### 2004
| Prijsceremonie                    | Prijs                                                          |
| --------------------------------- | -------------------------------------------------------------- |
| BMI Pop Awards                    | Prijs voor "Miss Independent" - geschreven door Aguilera       |
| Glamour Women of the Year Awards  | Vrouw van het Jaar (Women of the Year)                         |
| Grammy Awards                     | Beste Vrouwelijke Vocale Performance categorie Pop - Beautiful |
| Groovevolt Music & Fashion Awards | Album van het Jaar - Stripped                                  |
| Groovevolt Music & Fashion Awards | Hit van het Jaar - Beautiful                                   |
| Groovevolt Music & Fashion Awards | Muziekclip van het Jaar - Beautiful                            |
| Groovevolt Music & Fashion Awards | Meest Modieuze Muziekclip - Can't Hold Us Down                 |
| JUNO Awards                       | Muziekclip van het Jaar - Fighter (Floria Sigismondi)          |
| Musicnotes                        | Hit van het Jaar - Beautiful (Linda Perry)                     |
| MVPA Awards                       | Beste Styling - Dirrty (Trish Summerville)                     |
| NRJ Radio Awards - Scandinavia    | Beste Popnummer                                                |
| MTV Asia Awards                   | Favoriete Vrouwelijke Artiest                                  |
| MVPA Awards                       | Best Pop Muziekclip - Fighter (Floria Sigismondi)              |
| MVPA Awards                       | Beste Styling - Fighter (Carol Beadle & Trish Summerville)     |
| MVPA Awards                       | Beste Make-Up - Fighter (Francesca Toulet)                     |
| MVPA Awards                       | Beste Cinematografie - Fighter (Christopher Soos)              |
| Rolling Stone Music Awards        | Lezers Top Tien Singles - Beautiful (nr. 2)                    |
| Rolling Stone Music Awards        | Beste Vrouwelijke Performer, volgens lezers (nr. 1)            |
| Rolling Stone Music Awards        | Beste Muziekclip, volgens lezers - Beautiful (nr. 2)           |
| Rolling Stone Music Awards        | Beste Tour, volgens lezers - Justified And Stripped (nr. 1)    |
| TMF Awards - Nederland            | Beste Vrouwelijke Artiest Internationaal                       |